# Volver a nacer (canción)
"Volver a nacer" es una canción interpretada por el artista puertorriqueño-estadounidense Chayanne, incluido en su séptimo álbum de estudio del mismo nombre (2005). La canción está escrita y Estéfano y Ximena Zapata y producida por el primero. Se lanzó como el tercer  sencillo oficial del álbum en marzo de 1997 bajo el sello discográfico Sony Discos.
Además fue utilizada para la telenovela mexicana del mismo nombre y que protagonizó junto a Yuri en 1994.

## Lista de canciones

### CD - Single[4]
| Volver a nacer — Single |                  |          |  |
| N.º                     | Título           | Duración |  |
| 1.                      | «Volver a nacer» | 4:55     |  |

## Posicionamiento en listas
| Listas (1997)                    | Máxima posición |
| -------------------------------- | --------------- |
| U.S. Billboard Hot Latin Tracks  | 10              |
| U.S. Billboard Latin Airplay     | 10              |
| U.S. Billboard Latin Pop Airplay | 3               |